# Vadim Sidoer
Vadim Abramovitsj Sidoer (Russisch: Вадим Абрамович Сидур; Jekaterinoslav, 28 januari 1924 - Moskou, 26 juni 1986) was een Joods-Russische avant-garde beeldhouwer en graficus.

## Leven en werk
Vadim Abramovitsj Sidoer werd geboren in de Oekraïense stad Jekaterinoslav (het huidige Dnjepropetrovsk). Gedurende de Tweede Wereldoorlog was hij frontsoldaat en raakte hij gewond door een Duitse kogel. Na zijn herstel en mede onder invloed van zijn oorlogservaringen wilde hij arts worden. In plaats daarvan ging hij kunst studeren aan het Stroganov Instituut in Moskou. In de naoorlogse Sovjet-Unie werd hij geacht in de voorgeschreven stijl van het socialistisch realisme te werken. In 1959 brak hij met deze werkwijze en ging als avantgardistische eenling, genegeerd door de officiële kunstinstellingen, zijn eigen gang.
De voornaamste thema's van Sidoer werden beïnvloed door de oorlog, het geweld, het leed en de angst voor de gevolgen van de Koude Oorlog tussen de grote machtsblokken. Door zijn stijl werd hij wel de Russische Henry Moore genoemd. In de zeventiger en vooral in de tachtiger jaren groeide de internationale belangstelling voor zijn werk,
zowel in Oost- als in West-Europa. Met name in Duitsland werden zijn sculpturen door diverse steden aangekocht.
In 1986 overleed de kunstenaar, na een hartaanval, in Moskou. Enkele jaren later kreeg het werk van Sidoer ook in de Sovjet-Unie erkenning en werden enkele van zijn beelden geplaatst in de openbare ruimte. In 1991 werd in Moskou het Moskous Staatsmuseum Vadim Sidoer (Московский государственный музей Вадима Сидура) geopend.

## Werken (selectie)
- Holocaust Memorial (1972) in Poesjkin (Sint-Petersburg) - geplaatst in 1991
- Treblinka (1966) in Berlin-Charlottenburg - geplaatst in 1979
- Den Opfern der Gewalt (1965), Friedrichsplatz in Kassel - geplaatst in 1974
- Tod durch Bomben (1965) in Würzburg - geplaatst in 1993
- Der Mahner (1979), Hofgarten in Düsseldorf - geplaatst in 1985
- Monument to those who remained unburied (1972) in Moskou - geplaatst in 1991
- Antlitz (1971), St. Matthäus-Kirche in Berlijn - geplaatst in 2000[2]
- Tod aus Liebe, Bürgerpark in Offenburg - geplaatst in 1984

## Fotogalerij

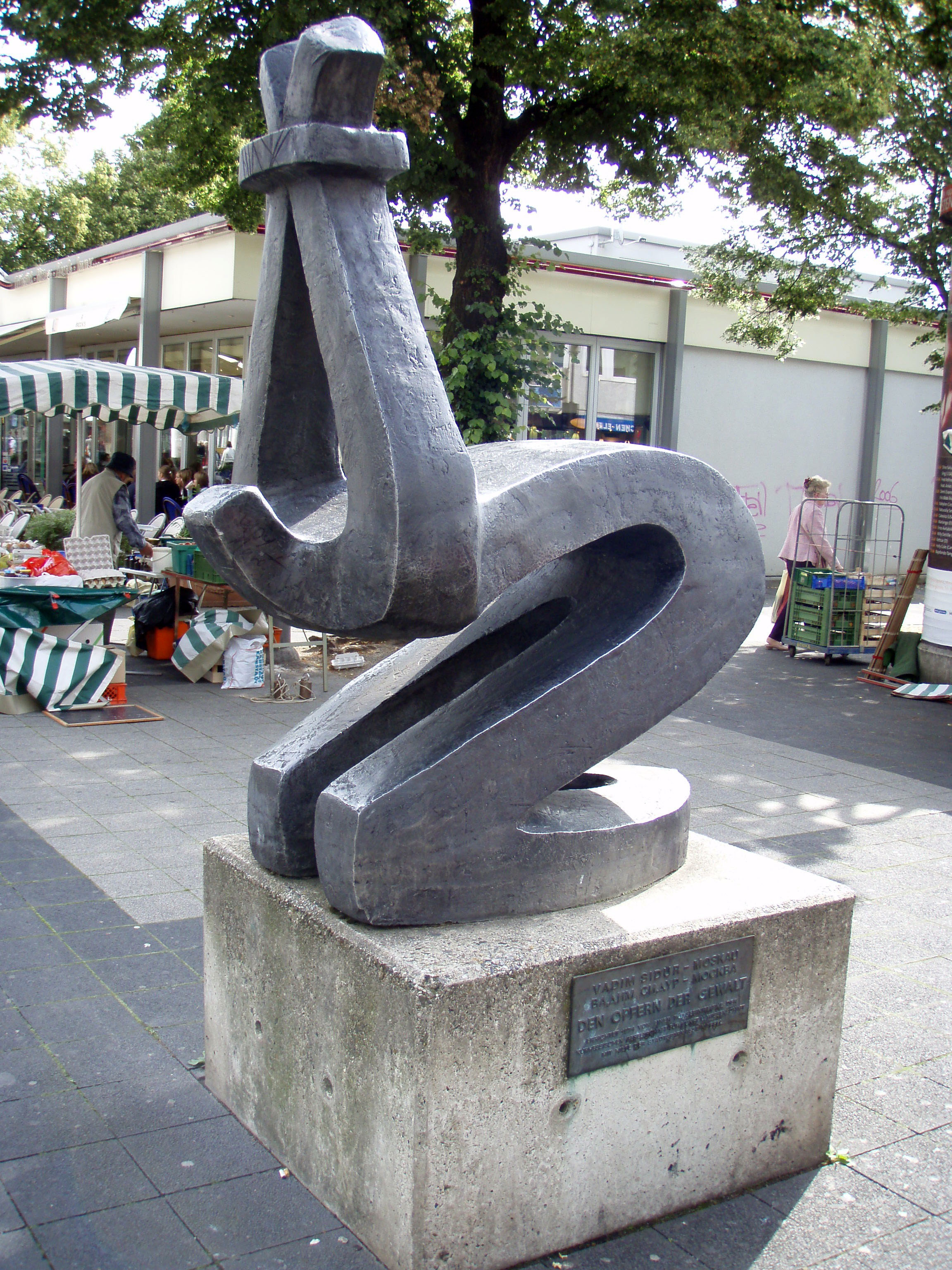
Den Opfern der Gewalt in Kassel
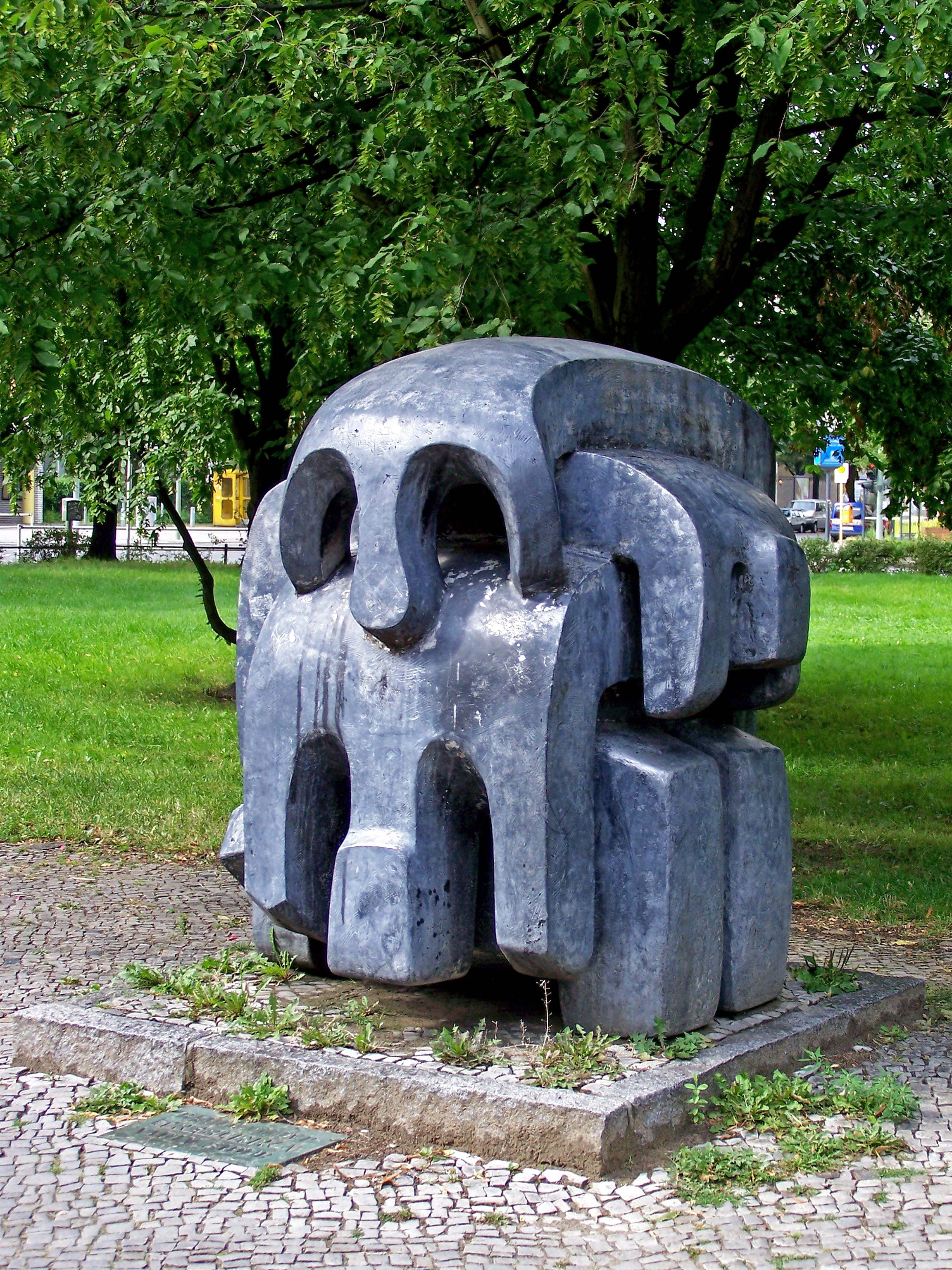
Treblinka in Berlijn
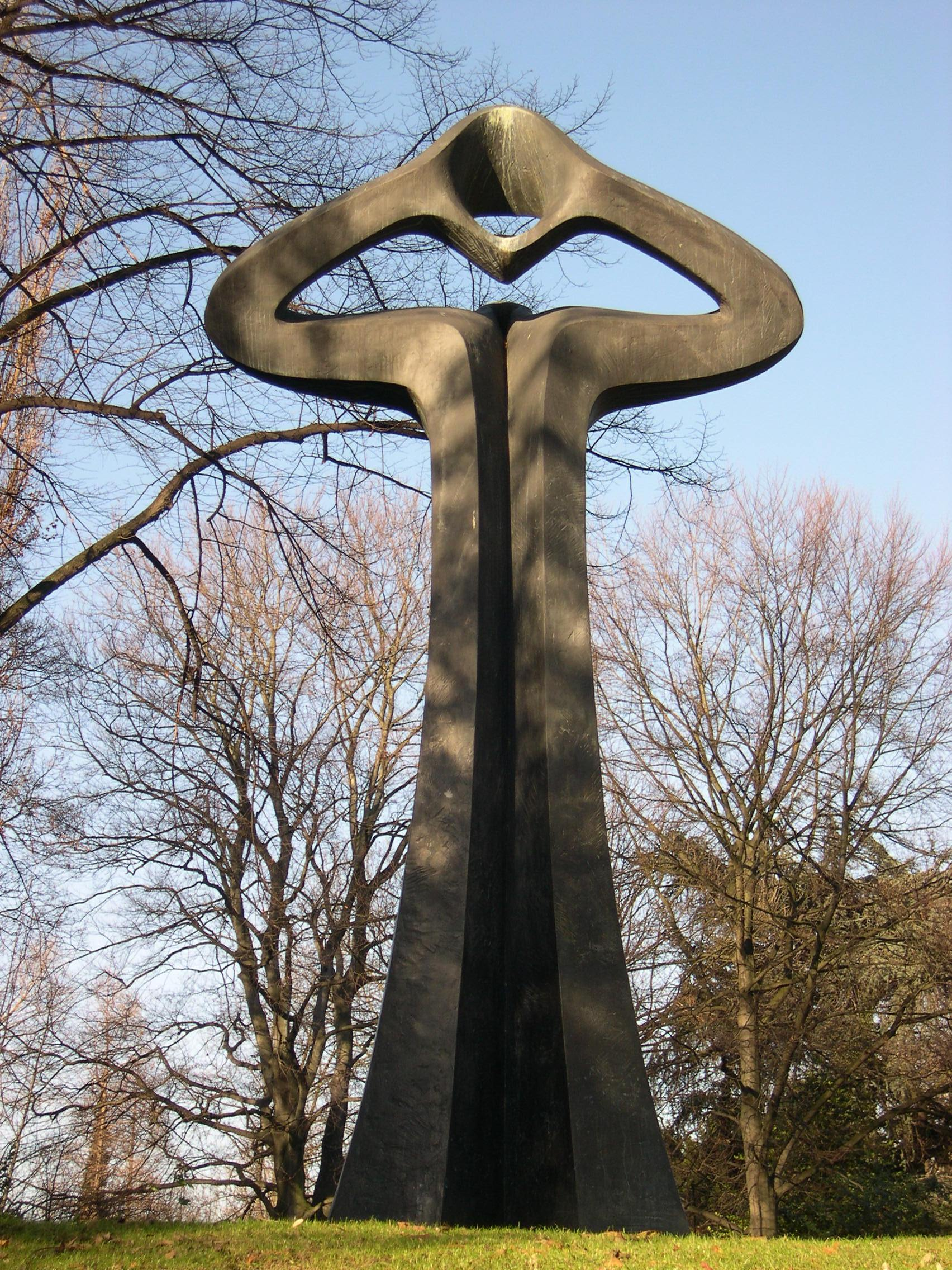
Der Mahner in Düsseldorf
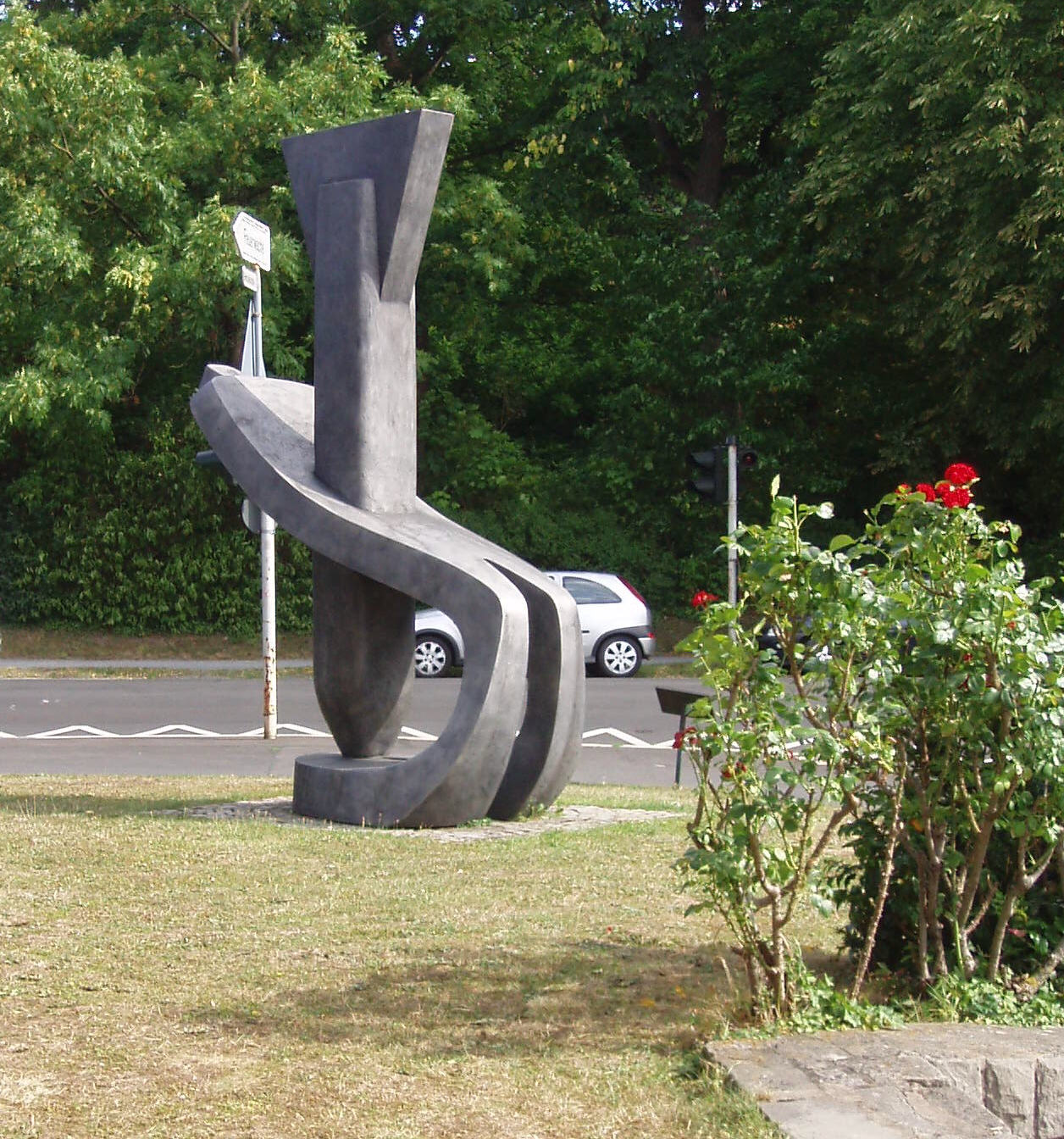
Tod durch Bomben in Würzburg